# Verbo compuesto
En el campo de la sintaxis, se comprende como verbo compuesto a aquel que se forma a partir de la combinación del verbo auxiliar haber (en su forma conjugada) con el participio de un verbo predicativo, llamado verbo principal. De esta manera, se conforma un denominado tiempo compuesto. Estos son tiempos perfectos, debido a que indican una acción terminada.

En el análisis sintáctico de una oración, el verbo compuesto (al igual que lo hace un verbo simple o una perífrasis verbal) cumple la función de núcleo del predicado, dado que esta construcción (haber + participio) forma una unidad.

A continuación puede observarse un ejemplo de oración con verbo compuesto:

Hoy hemos trabajado todo el día.